# Parlamentní volby v Bělorusku 2012
Parlamentní volby se konaly 23. září 2012. Hlasovat mohl každý běloruský občan, který dosáhl 18 let a mohl kandidovat každý, kdo dosáhl věku 21 let. Volební urny byly dostupné od 8:00 do 20:00. V Bělorusku neplatí volební klauzule, tudíž mohli kandidovat v obvodech i nestraníci.

## Volební výsledky
Volební účast byla přibližně 84 %, ale opozice říká[zdroj?], že šlo k volbám jenom 30 % voličů. Výsledky voleb nejsou zveřejněny, tudíž nemohou být zkontrolovány. Volby jsou mezinárodně kritizovány[kdo?] za nespravedlivé, falšované a nesvobodné pro prospěch běloruského prezidenta Alexandra Lukašenka.
| Strana                                     | Počet hlasů | %      | Mandáty | +/- |
| ------------------------------------------ | ----------- | ------ | ------- | --- |
| Komunistická strana Běloruska              |             |        | 3       | - 3 |
| Agrární strana Běloruska                   |             |        | 1       | ±0  |
| Republikánská strana práce a spravedlnosti |             |        | 1       | + 1 |
| Ostatní strany a hnutí                     |             |        | 0       | 0   |
| Nestraníci                                 |             |        | 105     | + 2 |
| Proti všem                                 |             |        | 0       | -   |
| Neplatné                                   |             |        | 0       | -   |
| celkem                                     | 7 078 809   | 74,2 % | 110     | -   |